# IIcons
IIcons è il sesto album del gruppo hip hop statunitense Naughty by Nature, pubblicato nel 2002 dalla TVT Records. Primo disco dei Naughty by Nature a non ottenere alcuna certificazione dalla RIAA.
Il disco è commercializzato nei mercati di Stati Uniti, Canada, Germania, Giappone, Regno Unito (con Island Records, filiale della Universal Music) ed Europa (con Island Records) dalla TVT, divisione della Sony.
| Recensione       | Giudizio |
| ---------------- | -------- |
| AllMusic         | [ 1 ]    |
| HipHopDX         | [ 2 ]    |
| Robert Christgau | taglio   |
| Vibe             | [ 4 ]    |
| Rolling Stone    | [ 5 ]    |

## Tracce
Musiche di Naughty by Nature (tracce 1-7, 9-10 e 12), Da Beatminerz (tracce 8 e 14), DJ Twinz (traccia 11), Lil Jon (traccia 13).
1. IIcons – 3:56
2. Rock & Roll (feat. Method Man & Redman) – 3:34
3. What You Wanna Do (feat. Pink) – 4:45
4. Swing Swang – 4:06
5. Rah Rah (feat. Rottin Razkals) – 4:18
6. Feels Good (Don't Worry 'Bout a Thing) (feat. 3LW) – 4:13
7. Let Me Find Out – 3:48
8. Naughty by Nature (feat. Carl Thomas) – 6:22
9. N.J. to L.A. (feat. Road Dawgs & Rottin Razkals) – 4:21
10. Red Light (feat. Queen Latifah) – 4:42
11. Ashes to Ashes (feat. Icarus & Bumpy Knuckles) – 5:34
12. What U Don't Know – 4:00
13. Wild Muthafuckas (feat. Lil Jon & Chyna Whyte) – 5:39
14. Family Tree – 5:30

## Classifiche

### Classifiche settimanali
| Classifica (2002)         | Posizione massima |
| ------------------------- | ----------------- |
| Stati Uniti               | 15                |
| US Independent Albums     | 1                 |
| US Top R&B/Hip-Hop Albums | 5                 |

### Classifiche di fine anno
| Classifica (2002)         | Posizione massima |
| ------------------------- | ----------------- |
| US Top R&B/Hip-Hop Albums | 94                |